# Mebrat Gidey
Mebrat Gidey (* 11. März 2005) ist eine äthiopische Leichtathletin, die sich auf den Langstreckenlauf spezialisiert hat. 

## Sportliche Laufbahn
Erste internationale Erfahrungen sammelte Mebrat Gidey bei den Crosslauf-Weltmeisterschaften 2024 in Belgrad, bei denen sie nach 32:27 min den zehnten Platz im Einzelrennen belegte und in der Teamwertung die Silbermedaille hinter dem kenianischen Team gewann.

## Persönliche Bestzeiten
- 10-km-Straßenlauf: 31:24 min, 29. April 2023 in Herzogenaurach